# صهريج ابن النبيه
صهريج ابن النبيه هو عبارة عن خزان أرضي في الإسكندرية محفور تحت سلالة الطولون في القرن التاسع عشر. يقع في وسط المدينة تحت الشلالات، وتم ترميمه في الخمسينات، ولكن بسبب صعوبات الوصول إليه، فتح في الآونة الأخيرة للجمهور فقط، كانت نافذة واحدة فقط تقع في الطابق الثالث تسمح بلمحه عن النصب التذكارى -دون المنظور الضيق الذي يعطي قياس روعته للذهاب أبعد من ذلك، كان عليك أن تلعب البهلوان على نطاق السلم.
تم تسمية الإسكندرية بمدينه الألف صهريج منذ تاسيسها عام 331 قبل الميلاد. فقد كان على المدينة أن تعوض بُعدها عن مجرى نهر النيل بواسطة الحيلة، وإنشاء خزانات ضخمة تحت الأرض. خلال فيضان النهر، في أغسطس - سبتمبر، قناة متصلة بالفرع الكانوبي للنيل ملأت الصهاريج. فمع امتداد المدينة، تضاعفت الخزانات. أصبحت الصهاريج بالإضافة إلى جوانبها النفعية، على مر القرون، أماكن زيارة للمسافرين، الذين جاءوا للإعجاب بهذه التجاويف الضخمة، والتي ظل بعضها قيد الاستخدام حتى عام 1896.

## مشروعات حفرية
اثنين من المهندسين المعمارين من مركز دراسات الإسكندرية، بقيادة جان ايف امبيرير، شرعت في دراسه مشروع لتسهيل زيارة الخزان. قام كل من لوران بوريل وكريستيل مارس بتصميم مسار على ممرات من الياف الكربون المعلقه، يمكن للزوار من خلالها الوصول إلى الطوابق المختلفه.
سوف يكتشفون عند خروجهم متحفا سيقدم نماذج من العديد من صهاريج الإسكندرية الاخري. تشرح الالواح والاكشاك والافلام التفاعليه كيف استولى السكندريون على المياه وخزنوها لمدة ثلاثه وعشرين قرنا. كما يخطط المتحف لانشاء وحدة تعليمية تستهدف الشباب وتهدف إلى زيادة وعيهم بالقضايا المائية.

## معرض الصور